# Policentrični standardni jezik
Policentrični standardni jezik je jezik kojim govori više nacija tako da svaka nacija ima svoju standardnu nacionalnu varijanatu prepoznatljivu po nekim jezičnim razlikama. Te jezične razlike su uvrštene u kodificirajuće knjige dotične varijante (tj. u rječnik, gramatiku, pravopis) i svaka varijanta se nezavisno kodificira u skladu s jezičnom praksom njenih govornika. Policentrični jezik nije mješavina varijanata, nego ga govornici govore u obliku jedne od varijanata. Svaka varijanta je standardna, što znači da opslužuje sve sfere društvenog života (polifunkcionalna je i polivalentna).
Jezici s više kodificirajućih centara su česta pojava, svi veći europski jezici i mnogi neeuropski su policentrični. U najznačajnijoj monografiji o policentričnim jezicima koju su izradili najpoznatiji sociolingvisti iz čitavog svijeta opisuju se kao policentrični: engleski jezik, njemački, francuski, španjolski, portugalski, arapski, malajski, nizozemski, armenski itd. Za razliku od policentričnih jezika, monocentrični jezici kakav je npr. japanski ili ruski nemaju nekoliko standardiziranih varijanata.

## Definicija policentričnog jezika
U jezikoslovnom leksikonu se policentrični ili pluricentrični standardni jezik definira kao
Još jedna definicija iz drugog leksikona opisuje ga kao 
Iz te definicije je vidljivo da nacije čine kodificirajuće centre i da su razlike između varijanata najveće na planu rječničkog blaga i izgovora.

### Terminologija
Izrazi policentrični (engleski: polycentric) i pluricentrični (engleski: pluricentric) imaju u sociolingvistici isto značenje, oni su sinonimi i oba oblika su ispravna. Osnivači teorije Stewart i Kloss su u svojim najranijim radovima upotrebljavali oblik policentrični standardni jezik, a kasnije se u sociolingvistici kao sinonim pojavljuje i drugi oblik. U Hrvatskoj i među jezikoslovcima i u široj kulturnoj javnosti se češće pojavljuje oblik policentrični jezik. Inače, uz termin policentrični jezik nije nužno uvijek dodavati i izraz standardni jer svaki policentrični jezik je standardni jezik. Također i uz izraz varijanta nije nužno dometnuti standardna jer po definiciji je svaka nacionalna varijanta ujedno i standardna varijanta.

## Povijest teorije policentričnosti
Razvoj sociolingvističke teorije policentričnih jezika i njenih pojmova započinje 60-ih godina 20. stoljeća na različitim mjestima u svijetu. Pojam nacionalne varijante potječe od sociolingvista Georga V. Stepanova, i Elise Riesel (podrijetlom iz Austrije), a pojam policentričnog jezika od predstavnika američke sociolingvistike Williama A. Stewarta i predstavnika njemačke sociolingvistike Heinza Klossa. Oba pojma su ubrzo objedinjena u jednoj teoriji jer policentrični standardni jezik uvijek čine njegove standardne varijante, a standardne varijante su uvijek varijante nekog policentričnog standardnog jezika. Ti pojmovi pripadaju istoj pojavi, a razlika među njima je potjecala samo od toga što se pojavi pristupalo s njenih različitih razina. Teorija policentričnosti sa svojim modelom varijanata postala je općeprihvaćena u svijetu kao isproban i dokazan sociolingvistički model za opis brojnih jezičnih konstelacija.

## Razlika u prestižnosti među varijantama
Sve varijante su ravnopravne jer „pojmovi ʻpolicentrični’ ili ʻpolinacionalni’ jezik ne sugeriraju odnose dominacije među različitim centrima jednog jezika. Naprotiv, oni su uvedeni i koriste se s ciljem da naglase načelnu ravnopravnost različitih nacionalnih varijanata jednog jezika”. Čak, „po svoj prilici je pojam ʻpolicentrični jezik’, odnosno publikacije i diskusije koje se odnose na njega, barem donekle pridonio osvještavanju te načelne ravnopravnosti i ojačao samopouzdanje nekih centara” koji su se smatrali slabijima.
Varijante su, dakle, načelno ravnopravne, što naravno ne znači da su jednake po svojoj prestižnosti. Na prestižnost utječe niz činilaca, a među glavnima su broj govornika i ekonomska snaga nacionalne zajednice koja se služi pojedinom varijantom. Nejednaka prestižnost ne može se ni zakonom poništiti. Razlika u prestižnosti može se oslikati na primjeru različitih nacionalnih centara njemačkog jezika: Njemačka ima oko 10 puta više stanovnika od Austrije i 19 puta više od onog dijela Švicarske koji govori njemački, a bruto domaći proizvod Njemačke je 1991. bio 9,6 puta veći od austrijskog i 10,6 puta veći od onog dijela Švicarske u kojem se govori njemački. Posljedica toga je veća prestižnost njemačke varijante od austrijske ili švicarske, što se očituje i u tome da mnogo više riječi iz njemačke varijante ulazi u austrijsku ili švicarsku, nego obrnuto. Također, kad se njemački uči kao strani jezik, najčešće se uči njemačka varijanta, daleko manje austrijska, a sasvim neznatno švicarska. To ne iznenađuje jer poznato je da kodificirajuće knjige „jačih centara imaju veći prestiž” za strance koji uče taj jezik. Npr. u Sloveniji se uči ponajprije njemačka, a ne austrijska varijanta njemačkog, iako je Slovencima Austrija susjedna zemlja.
Oslikana asimetrija među centrima njemačkog jezika nije rezultat nekakve ciljane jezične politike od strane Njemačke države, nego „asimetrija je posljedica nejednake veličine i ekonomske snage tih triju centara”. Ovo što je pokazano na primjeru varijanata njemačkog jezika vrijedi i za varijante drugih policentričnih jezika: „Jezične asimetrije ili asimetrije vezane za jezik između ekonomski jačih i slabijih centara policentričnog jezika postoje vjerojatno u svim ili u većini primjera takvog jezičnog tipa”.
Štoviše, ta pojava nije ograničena na varijante, nego potpuno iste razlike u prestižnosti postoje i među jezicima: premda su jezici načelno ravnopravni, ipak je uvijek neki prestižniji i više se uči u svijetu, npr. engleski, a drugi manje, npr. mađarski. Neosporna je „činjenica da jezici (po svom prestižu, lakoći učenja itd.) nisu jednaki i da se ni pomoću zakona ne mogu učiniti jednakima. [...] Potpuna jednakost u statusu, funkciji i prestižu je nerealan, neostvariv cilj”.
Ako vremenom dođe do promjene u čimbenicima koji uzrokuju prestiž, onda dotad prestižnija varijanta ne mora i ostati takvom. Npr. kad se ekonomska snaga centara preokrene, dolazi i do preokretanja jezične prestižnosti, što se može vidjeti na primjeru Portugala, koji je prije bio jezično prestižniji od Brazila, ali se to krajem 20. stoljeća promijenilo u suprotno. Nadalje, tu je i primjer Velike Britanije, čija nekadašnja jezična prestižnost naspram SAD-a se u 20. stoljeću preokrenula u suprotno.

## Ista dijalektalna osnova varijanata
Varijante policentričnog jezika moraju u svojoj osnovici imati isti dijalekt. Zato npr. češki i slovački, ili makedonski i bugarski nisu varijante jednog policentričnog jezika jer su standardizirani na različitim dijalektalnim osnovama. Već je i Kloss isticao da je kod varijanata jednog policentričnog jezika neophodno da počivaju na istom dijalektu ili na jako srodnim dijalektima:

## Razlike između varijanata
Između varijanata policentričnog jezika postoje razlike na svim jezičnim razinama. Tako kod varijanata njemačkog jezika „primjeri pokazuju da se nacionalne specifičnosti mogu posebno lako naći u rječničkom blagu; međutim, ima ih i na drugim jezičnim razinama i u gramatici. [...] Budući da stoga Njemačka, Austrija i Švicarska imaju svoje vlastite nacionalne varijante [...], radi se o nacionalnim centrima njemačkog jezika”.
Austrijski jezikoslovac Hans-Dieter Pohl navodi neke razlike: 
Između varijanata engleskog jezika su npr. razlike u izgovoru tolike da ponekad dovode do nesporazuma: „Čak i između australskog i novozelandskog engleskog dolazi do nesporazuma zbog vokalskih razlika (novozelandsko ʻdesk’ se krivo shvaća kao australsko ʻdisk’)”.
U Australiji se naspram Velike Britanije u govoru više reducira, pa pitanje Did you go to the party? zvuči u Australiji Jergoda the party?, pitanje What is your problem? zvuči Woss jer problem?
Vokabular varijanata engleskog jezika također se razlikuje, npr. u Americi elevator umjesto britanskog lift; restroom umjesto toilet; fall umjesto autumn; cookie umjesto biscuit; gas umjesto petrol; candies umjesto sweets; can umjesto tin; to call (up) umjesto to ring (up). U Americi su nastala i skraćivanja poput gonna umjesto going to, wanna umjesto want to.
U morfologiji se za izražavanje prošlosti daje u Americi prednost oblicima burned, dreamed, a u Britaniji oblicima burnt, dreamt. U Americi se često ne koristi prilog it’s really good, nego it’s real good. U sintaksi se također razlikuju, npr. u Americi se koristi do zajedno s have u pitanjima, stavlja se would uz glagol koji dolazi zajedno s wish, pa rečenice u Americi glase Do you have a pencil?, I wish I would have done it, a u Britaniji Have you got a pencil?, I wish I had done it.
I pravopis se razlikuje, npr. Amerika/Britanija: -se/-ce (defense/defence), -er/-re (center/centre), -or/-our (honor/honour). U švicarskoj varijanti naspram njemačke varijante npr. uopće se ne koristi slovo ß.
Razlike poput gore nabrojanih postoje u svim policentričnim jezicima, npr. autobus se u Španjolskoj kaže autobus, a u meksičkoj varijanti španjolskog kaže se camion; klip kukuruza je u Španjolskoj mazorca de maiz a u Meksiku elote; puran je u Španjolskoj pavo a u Meksiku guajolote.
Zaključno se o svim policentričnim jezicima može reći da razlike koje postoje među varijantama svakog policentričnog jezika „su naspram zajedničke jezične osnove s riječima, glasovima, oblicima, značenjima i izgradnjom rečenice ipak brojčano toliko male da se i nadalje radi samo o jednom jeziku, koji ima svoje varijante vezane za države”.

## Razvoj varijanata u prošlosti
Neki policentrični jezici su prvotno imali samo jedan centar i bili ujednačeni. Postali su policentrični zato što „jezici kojima govori nekoliko nacija daju vremenom nacionalne ʻjezične varijante’, prvenstveno na fonetskoj i leksičkoj razini, dijelom i na gramatičkoj, ali one ne ugrožavaju međusobnu razumljivost”.
Drugi policentrični jezici nikada nisu bili ujednačeni. Na primjer, njemački jezik nikada nije bio jedinstven, nego su postojale teritorijalne diferencijacije koje i danas postoje: 
Regionalne posebnosti, i izgovorne i leksičke naravi, postojale su davno prije nego što je njemački jezik u 19. st. standardiziran: već u 11. st. postoji poseban švicarski njemački pisani jezik, čije su se posebnosti u leksiku, morfologiji i drugome održale do danas, a u Beču se od 13. st. koristi jedan također poseban pisani jezik. Zato Ingo Reiffenstein govoreći o policentričnosti njemačkog jezika umjesto izraza nacionalna policentričnost koristi izraz regionalna policentričnost jer policentričnost njemačkog jezika „uvjetovana je faktorima koji su stariji od današnjih nacija”.
I u primjeru malajskog policentričnog jezika teritorijalne diferencijacije su postojale prije nego što su se teritoriji na kojima se taj jezik govori oformili kao države i nacije sa svojim nacionalnim varijantama.
Varijante mnogih policentričnih jezika razvijale su se u međusobno različitim jezičnopovijesnim uvjetima. Na primjer, kod irskog engleskog, australskog engleskog, kod Black English kao podvarijante američkog engleskog je jezičnopovijesna pozadina jako heterogena.

## Nezavisna kodifikacija varijanata
Kod policentričnih jezika varijante su potpuno ravnopravne, i svaka nacionalna zajednica u kojoj se govori pojedina varijanta samostalno odlučuje kako će je kodificirati. Tako se npr. razlikuju kodifikacije leksika engleskog jezika: „Pored ʻOxford English Dictionary’ [britanska kodifikacija] i ʻWebster’ [američka kodifikacija] postoje sada i australski, južnoafrički i kanadski rječnici, koji leksički kodificiraju svoju nacionalnu varijantu”.
I nacionalni centri njemačkog jezika raspolažu vlastitim kodificiranjem svoje varijante: „Kao primjere kodificiranja njihovog standardnog njemačkog navest ću ovdje samo [...]: za Njemačku DUDEN, za Austriju ʻAustrijski rječnik’ (37. izdanje 1990) i za Švicarsku školski rječnik ʻNaše rječničko blago’ (I. Bigler i dr. 1987)”. Austrijski rječnik (Österreichisches Wörterbuch) izišao je prvi puta 1951., u međuvremenu je po nalogu austrijskog Ministarstva obrazovanja, znanosti i kulture izišlo već 40. izdanje s više od 1000 stranica, a postoji i skraćena verzija koja se koristi u austrijskim školama. U navedenim djelima pojedine nacionalne jezične specifičnosti imaju porijeklo u lokalnim dijalektima.
Kodificiranje norme se kod latinskoameričkih varijanti španjolskog i portugalskog rano odvojilo od europskog polaznog idioma, pogotovo što se tiče leksika. Već i u začetcima teorije policentričnosti navedena je zasebna kodifikacija varijanata: „U policentričnoj standardizaciji različiti skupovi normi mogu odražavati nezavisne kodifikacije dijalektalnih ili drugih jezičnih razlika (npr. upotrebu različitih pisama za pisanje jezika) koje su povezane s razlikama u političkom ili u religijskom identitetu ili u zemljopisnoj lokaciji”. Kod varijanata policentričnog jezika je, dakle, normalna pojava da se svaka od njih nezavisno kodificira.

## Vanjske poveznice
- Izvedeni oblici od policentričan